# Le Crestet
Ne pas confondre avec Crestet, commune du Vaucluse.
Le Crestet est une commune française, située dans le Sud-Est de la France, dans la vallée du Doux entre Tournon-sur-Rhône et Lamastre. Administrativement, elle appartient à la région Auvergne-Rhône-Alpes et plus précisément au département de l'Ardèche.
La commune fait partie de la communauté de communes du Pays de Lamastre et ses habitants sont dénommés les Crestois.

## Géographie
La commune, traversée par le 45e parallèle nord, est de ce fait située à égale distance du pôle Nord et de l'équateur terrestre (environ 5 000 km).

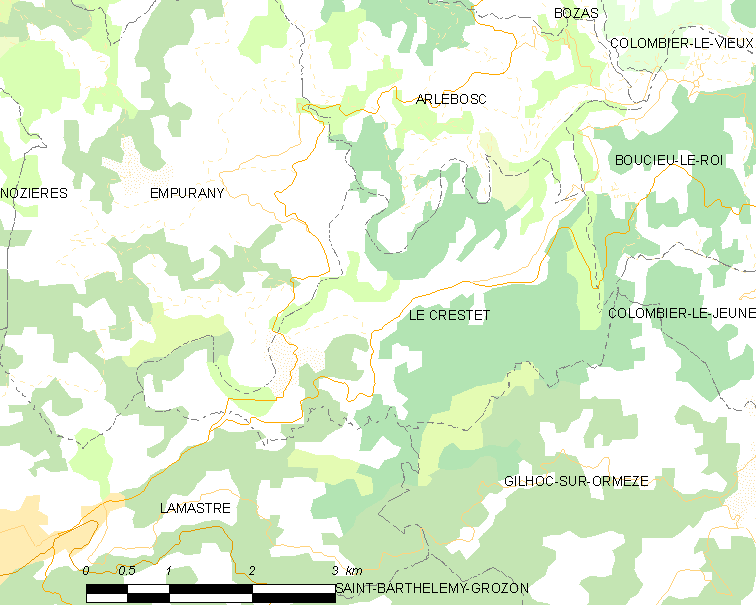
Plan du territoire du Crestet.

### Situation et description

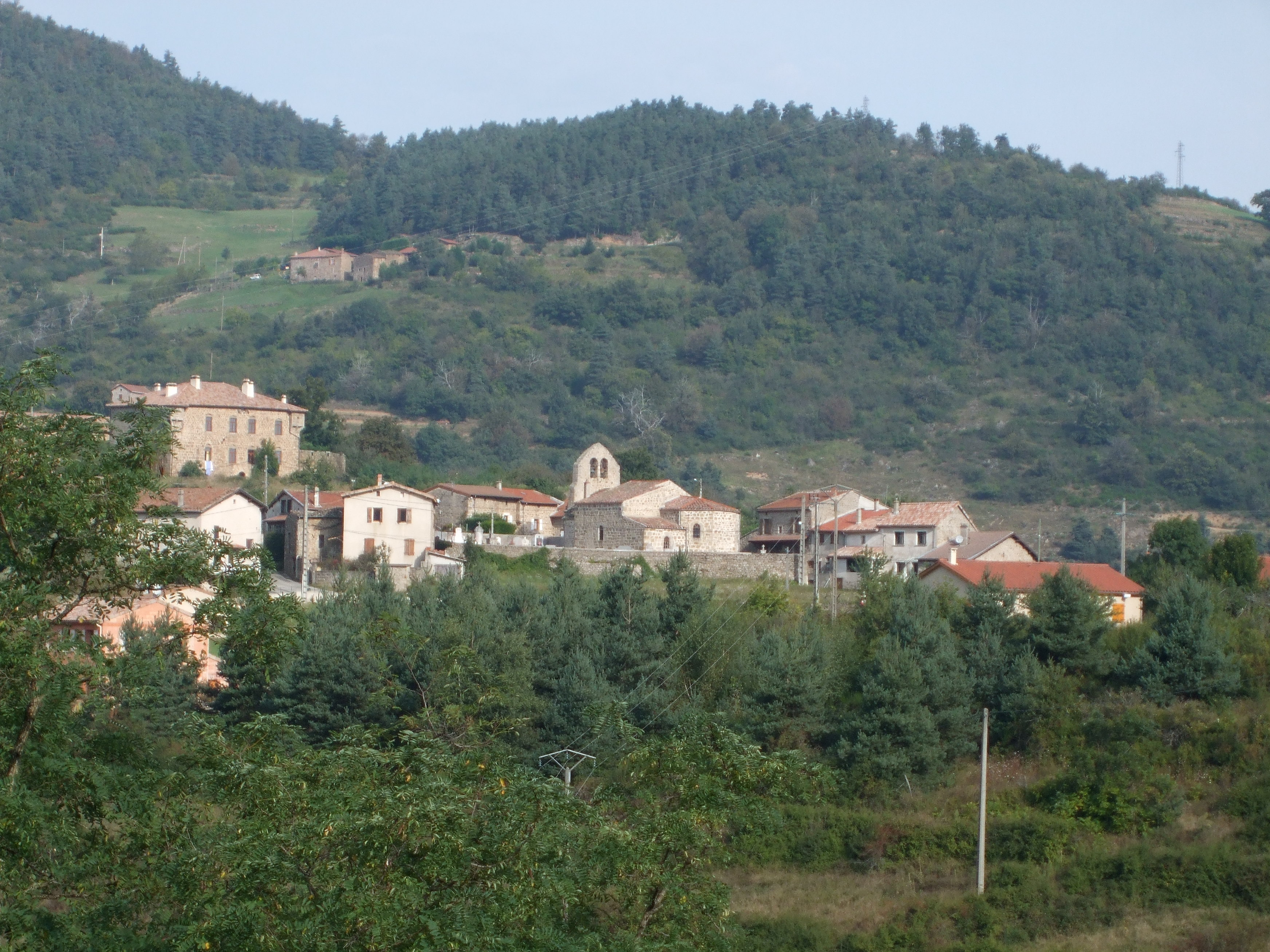
Le village dans son environnement.

La commune du Crestet se situe dans le nord du département de l'Ardèche, en plein cœur de la vallée du Doux entre Tournon-sur-Rhône et Lamastre, non loin de cette dernière ville qui est le siège de son canton.
Le centre du bourg est situé (par la route) à 113 kilomètres de la ville de Lyon, préfecture de la région Auvergne-Rhône-Alpes, à 122 kilomètres de Grenoble, à 255 kilomètres de Marseille et à 574 kilomètres de Paris.
Le bourg central est également situé (par la route) à 59,3 kilomètres de Privas, préfecture du département de l'Ardèche.
Le territoire commune est constitué d'un bourg central assez peu peuplé et de quelques hameaux disséminés. Le paysage est varié avec des zones boisées, des pâturages remplacés de plus en plus par l'arboriculture de type expansif, peu adapté aux petites surfaces. Les forêts sont constituées de feuillus et de conifères.

### Géologie et relief
La nature du sol est de type rocheux avec une épaisseur de terre arable variable mais limitée. La roche est de type grès et ferrugineux. Le relief général est typique de la basse ou moyenne montagne.

### Climat
Pour des articles plus généraux, voir Climat d'Auvergne-Rhône-Alpes et Climat de l'Ardèche.
En 2010, le climat de la commune est de type climat des marges montargnardes, selon une étude du CNRS s'appuyant sur une série de données couvrant la période 1971-2000. En 2020, Météo-France publie une typologie des climats de la France métropolitaine dans laquelle la commune est dans une zone de transition entre le climat de montagne et le climat méditerranéen et est dans la région climatique Moyenne vallée du Rhône, caractérisée par un bon ensoleillement en été (fraction d’insolation > 60 %), une forte amplitude thermique annuelle (4 à 20 °C), un air sec en toutes saisons, orageux en été, des vents forts (mistral), une pluviométrie élevée en automne (250 à 300 mm).
Pour la période 1971-2000, la température annuelle moyenne est de 11,1 °C, avec une amplitude thermique annuelle de 17,4 °C. Le cumul annuel moyen de précipitations est de 1 034 mm, avec 7,8 jours de précipitations en janvier et 5,6 jours en juillet. Pour la période 1991-2020, la température moyenne annuelle observée sur la station météorologique de Météo-France la plus proche, « Colombier Jeune Rad », sur la commune de Colombier-le-Jeune à 4 km à vol d'oiseau, est de 11,6 °C et le cumul annuel moyen de précipitations est de 965,0 mm,. Pour l'avenir, les paramètres climatiques de la commune estimés pour 2050 selon différents scénarios d'émission de gaz à effet de serre sont consultables sur un site dédié publié par Météo-France en novembre 2022.

#### Tableaux des températures minimales et maximales en 2013, 2015, et 2017

##### 2013
| Mois                              | jan. | fév. | mars | avril | mai  | juin | jui. | août | sep. | oct. | nov. | déc. |
| --------------------------------- | ---- | ---- | ---- | ----- | ---- | ---- | ---- | ---- | ---- | ---- | ---- | ---- |
| Température minimale moyenne (°C) | 2    | 0,8  | 4,8  | 5,4   | 9,4  | 13,9 | 18,5 | 16,9 | 14,4 | 13,8 | 5,5  | 3,5  |
| Température maximale moyenne (°C) | 7,8  | 7,2  | 12,9 | 17,2  | 18,6 | 25,2 | 31,2 | 28,4 | 25,2 | 20,4 | 10,4 | 10,8 |

##### 2015
| Mois                              | jan. | fév. | mars | avril | mai  | juin | jui. | août | sep. | oct. | nov. | déc. |
| --------------------------------- | ---- | ---- | ---- | ----- | ---- | ---- | ---- | ---- | ---- | ---- | ---- | ---- |
| Température minimale moyenne (°C) | 2,9  | 2,3  | 6,1  | 8,2   | 12,6 | 16,5 | 19,8 | 17,5 | 13,7 | 9,2  | 6,5  | 7,2  |
| Température maximale moyenne (°C) | 9,6  | 8,7  | 15,2 | 19,9  | 23,6 | 28,7 | 33   | 30,4 | 23   | 17,1 | 14,9 | 12,8 |

##### 2017
| Mois                              | jan. | fév. | mars | avril | mai  | juin | jui. | août | sep. | oct. | nov. | déc. |
| --------------------------------- | ---- | ---- | ---- | ----- | ---- | ---- | ---- | ---- | ---- | ---- | ---- | ---- |
| Température minimale moyenne (°C) | −0,6 | 5,4  | 7    | 2,4   | 10,1 | 17,6 | 17,6 | 18,3 | 12   | 10,6 | 5,5  | 2,9  |
| Température maximale moyenne (°C) | 6,2  | 14,1 | 17,3 | 18,5  | 22,9 | 29,5 | 30,9 | 31,2 | 24   | 21,6 | 12,4 | 8,4  |

### Hydrographie
La commune du Crestet est principalement bordé par une rivière, affluent du Rhône, mais son territoire est également sillonné par de nombreux ruisseaux qui la rejoignent au niveau du territoire de la commune :
- Le Doux est une rivière d'une longueur de 70,1 km de longueur[10], un affluent rive droite du Rhône et qui s'écoule depuis les Monts du Vivarais, jusqu'à Tournon-sur-Rhône où il conflue avec le fleuve méditerranéen. Cette rivière marque les limites septentrionales du territoire boucicois.
- le Ruisseau du Tincey
- le Ruisseau de Balaye
- le Ruisseau de Rochette
- le Ruisseau du Crestet

### Voies de communication
Le territoire de la commune est traversé par trois routes départementales :
- la route départementale 534 (RD 534) : il s'agit de l'ancienne route nationale 534 qui relie la commune de Lamastre à la commune de Tournon-sur-Rhône. La route a été déclassée en route départementale, à la suite de la réforme de 1972. Cette route passe légèrement au sud du bourg central ;
- la route départementale 578 (RD 578) : cette route relie la ville d'Annonay à la commune d'Aubenas en traversant les bourg de Lamastre, de Le Cheylard, de Mézilhac et de Vals-les-bains. Cet axe routier traverse le territoire communal au niveau du hameau de Monteil ;
- la route départementale 209b (RD 209b) : cette route se détache de la RD 209 au niveau du pont de Boucieu pour rejoindre la RD 534 au niveau de la commune du Crestet au niveau du bourg.

### Transports publics

#### Ligne d'autocars
Le réseau régional d'autocars dénommé Le Sept, qui comprend vingt lignes, assure le transport de milliers de voyageurs dans le département de l'Ardèche, en dehors des agglomérations doté d’un réseau urbain local. Le réseau est géré par le conseil régional d'Auvergne-Rhône-Alpes et l'exploitation est confiée à des transporteurs privés.
La commune est desservie tous les jours de la semaine par une de ces lignes. Les autocars peuvent être équipés de porte-vélos en saison.
| Lignes     | Dessertes                                                         | Transporteur             |
| ---------- | ----------------------------------------------------------------- | ------------------------ |
| Ligne n° 5 | Tournon sur Rhône ↔ Le Crestet ↔ Lamastre ↔ Le Chambon-sur-Lignon | Les courriers rhodaniens |

En 2018, cette ligne assure sept arrêts réguliers au niveau du territoire communal : Les Combeaux, Les Saygnas, Village (bourg central), Les Rochettes hautes, Les Rochettes hautes, Les Vernes, Les Fourches.

#### Ligne de chemin de fer touristique
Le Train de l'Ardèche est le nouveau nom touristique du chemin de fer du Vivarais, souvent dénommé localement sous l'appellation « Le Mastrou », est un chemin de fer touristique à voie métrique qui relie Saint-Jean-de-Muzols  (près de Tournon sur Rhône) à Lamastre, en passant par Boucieu-le-Roi et Le Crestet (hameau de Monteil), où se situe une petite halte aménagée où peuvent s'arrêter certains trains. La ligne s'étend sur une distance de 33 km.

## Urbanisme

### Typologie
Au 1er janvier 2024, Le Crestet est catégorisée commune rurale à habitat dispersé, selon la nouvelle grille communale de densité à 7 niveaux définie par l'Insee en 2022.
Elle est située hors unité urbaine et hors attraction des villes,.

### Occupation des sols
L'occupation des sols de la commune, telle qu'elle ressort de la base de données européenne d’occupation biophysique des sols Corine Land Cover (CLC), est marquée par l'importance des forêts et milieux semi-naturels (61,2 % en 2018), une proportion identique à celle de 1990 (61,2 %). La répartition détaillée en 2018 est la suivante : 
forêts (59,7 %), zones agricoles hétérogènes (24,2 %), prairies (11,6 %), zones urbanisées (3 %), milieux à végétation arbustive et/ou herbacée (1,6 %).
L'évolution de l’occupation des sols de la commune et de ses infrastructures peut être observée sur les différentes représentations cartographiques du territoire : la carte de Cassini (XVIIIe siècle), la carte d'état-major (1820-1866) et les cartes ou photos aériennes de l'IGN pour la période actuelle (1950 à aujourd'hui).

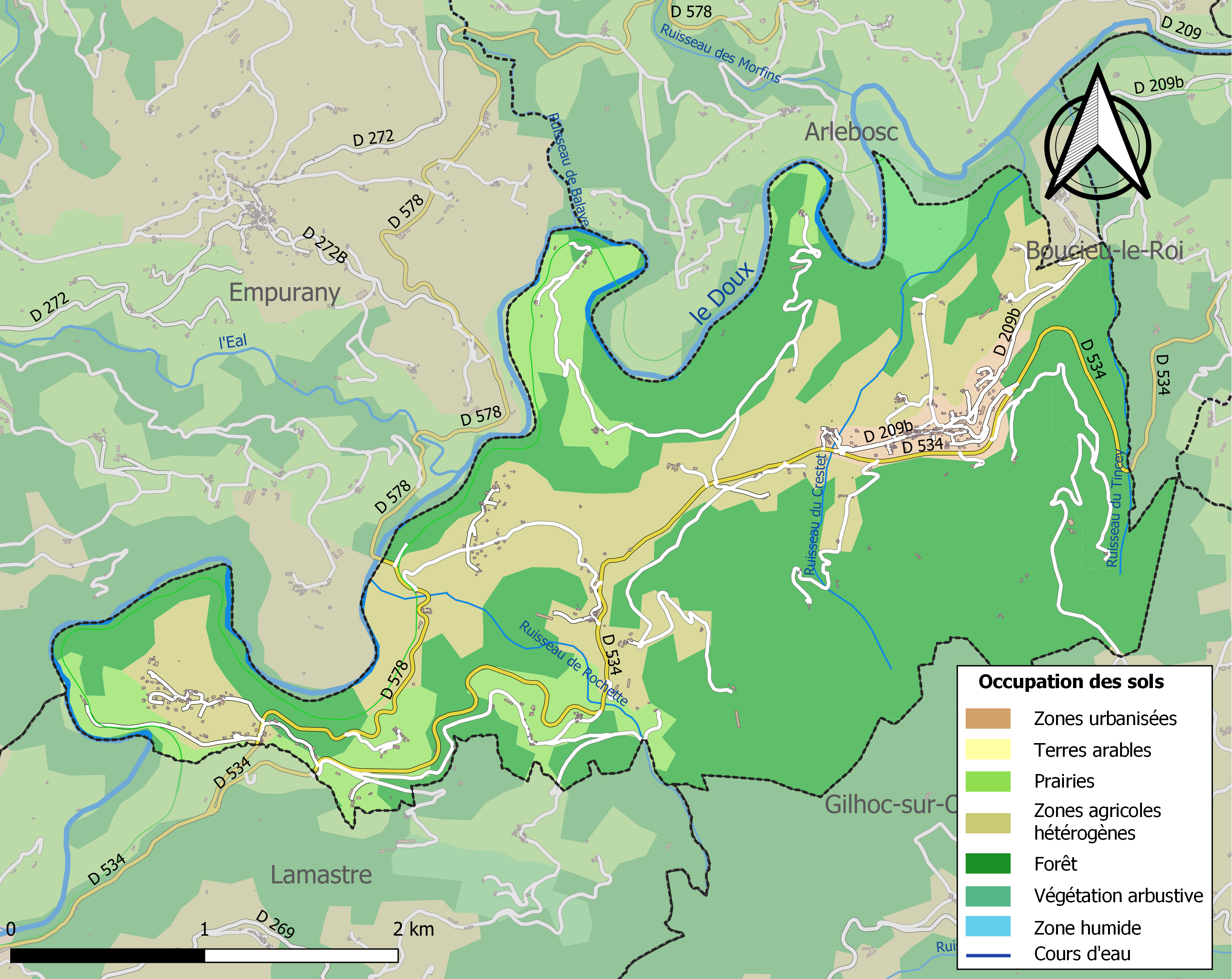
Carte des infrastructures et de l'occupation des sols de la commune en 2018 (CLC).

### Morphologie urbaine
Le Crestet est un petit village de type rural, composé d'un bourg de taille modeste et entouré de très nombreux hameaux disséminés dans un secteur de basse montagne.
La communauté d'agglomération Arche-Agglo accompagne le développement raisonné de l’habitat sur l'ensemble des communes qui composent son territoire, afin de favoriser l’installation, le maintien à domicile et le parcours résidentiel des résidents.

### Lieux-dits, hameaux et écarts
Installé en hauteur, Monteil est un des principaux hameau du Crestet. Il existe également les hameaux de Rompion, Bouton, Bonneton, la Combe, le Blanchet, Sagans, La Combe, Fayat, Padel, les Durantons.

### Risques naturels

#### Risques sismiques
La totalité du territoire de la commune du Crestet est situé en zone de sismicité n°3, comme la plupart des communes situées dans cette partie du département, les communes du plateau et de la montagne ardéchoise, situées plus à l'ouest, sont en zone de sismicité n° 2.
| Type de zone | Niveau            | Définitions (bâtiment à risque normal) |
| ------------ | ----------------- | -------------------------------------- |
| Zone 3       | Sismicité modérée | accélération = 1,1 m/s2                |

## Histoire

### Préhistoire et Antiquité
Selon Pline l'ancien dans son Histoire naturelle la région située autour Valentia se dénommait « regio Segovellaunorum ».
Il s'agit en fait d'un peuple gaulois dénommé les Segovellaunes, à l’époque préromaine et qui étaient, géographiquement, situés de part et d'autre du Rhône moyen, et toute la plaine de Valence, l'actuel Valentinois.
Si l'on considère l'oppidum du Malpas comme chef-lieu, le vaste domaine des Segovellaunes devait également s'étendre à l’ouest, sur la rive droite du Rhône, dans la région montagneuse comprise entre l’Eyrieux et le Doux, dans l'actuel Haut-Vivarais où se situe l'actuel territoire du Crestet. Les Helviens, autre peuple gaulois de l'Ardèche, étaient établis dans la partie méridionale de ce département.

## Politique et administration

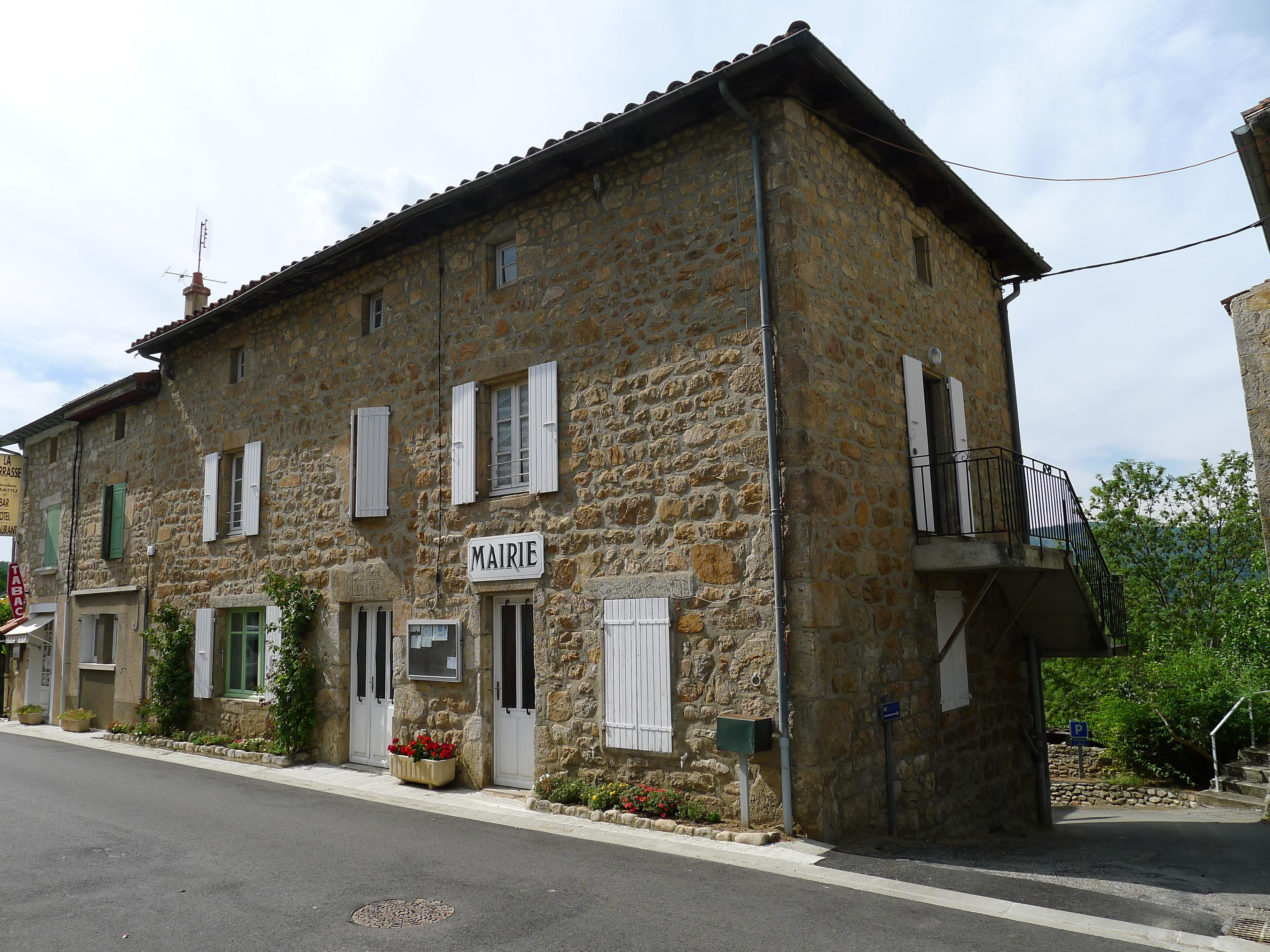
Mairie du Crestet

### Administration municipale
A l'issue des élections municipales de 2017, le conseil municipal est composé de quinze membres, soit dix hommes et cinq femmes.

### Tendances politiques et résultats

#### Élections municipales
La majeure partie des membres du conseil élu en 2014 ont démissionné en septembre 2017. De nouvelles élections avaient été organisées en novembre 2017.
Le conseil municipal est composé de quinze élus, dont trois adjoints.

### Liste des maires
| Période                                  | Période                   | Identité          | Étiquette | Qualité  |
| ---------------------------------------- | ------------------------- | ----------------- | --------- | -------- |
| Les données manquantes sont à compléter. |                           |                   |           |          |
| mars 2001                                | mars 2008                 | Georgette Duclaux |           |          |
| mars 2008                                | 2018                      | Michel Abattu     | DVD       | Retraité |
| 2018                                     | En cours (au 6 août 2020) | Marie-Laure Blanc | DVD       |          |

### Jumelages
Au 28 mai 2018, la commune du Crestet n'est jumelée avec aucune autre commune de France où d'Europe.

## Population et société

### Démographie
L'évolution du nombre d'habitants est connue à travers les recensements de la population effectués dans la commune depuis 1793. Pour les communes de moins de 10 000 habitants, une enquête de recensement portant sur toute la population est réalisée tous les cinq ans, les populations de référence des années intermédiaires étant quant à elles estimées par interpolation ou extrapolation. Pour la commune, le premier recensement exhaustif entrant dans le cadre du nouveau dispositif a été réalisé en 2004.

En 2022, la commune comptait 522 habitants, en évolution de +0,58 % par rapport à 2016 (Ardèche : +2,48 %, France hors Mayotte : +2,11 %).
| 1793 | 1800 | 1806 | 1821 | 1831 | 1836 | 1841 | 1846 | 1851 |
| ---- | ---- | ---- | ---- | ---- | ---- | ---- | ---- | ---- |
| 364  | 535  | 469  | 627  | 579  | 660  | 601  | 620  | 777  |

| 1856 | 1861 | 1866 | 1872 | 1876 | 1881 | 1886 | 1891 | 1896 |
| ---- | ---- | ---- | ---- | ---- | ---- | ---- | ---- | ---- |
| 764  | 824  | 795  | 731  | 742  | 751  | 725  | 806  | 800  |

| 1901 | 1906 | 1911 | 1921 | 1926 | 1931 | 1936 | 1946 | 1954 |
| ---- | ---- | ---- | ---- | ---- | ---- | ---- | ---- | ---- |
| 726  | 654  | 609  | 602  | 610  | 584  | 581  | 515  | 518  |

| 1962 | 1968 | 1975 | 1982 | 1990 | 1999 | 2004 | 2006 | 2009 |
| ---- | ---- | ---- | ---- | ---- | ---- | ---- | ---- | ---- |
| 404  | 415  | 405  | 436  | 515  | 510  | 532  | 531  | 538  |

| 2014 | 2019 | 2022 | - | - | - | - | - | - |
| ---- | ---- | ---- | - | - | - | - | - | - |
| 526  | 520  | 522  | - | - | - | - | - | - |

### Enseignement
La commune est rattachée à l'académie de Grenoble.

### Médias
La commune est située dans l'aire de distribution de deux titres de la Presse régionale :
- L'Hebdo de l'Ardèche : il s'agit d'un journal hebdomadaire français basé à Valence. Il couvre l'actualité de tout le département de l'Ardèche.
- Le Dauphiné libéré : il s'agit d'un journal quotidien de la presse écrite française régionale distribué dans la plupart des départements de l'ancienne région Rhône-Alpes, notamment l'Ardèche. La commune est située dans la zone d'édition d'Annonay-Tournon-Nord-Ardèche.

### Cultes
La communauté catholique et l'église du Crestet (propriété de la commune) dépendent de la paroisse  « Saint Basile Entre Doux et Dunière » dont la maison paroissiale, située à Lamastre, est rattachée au diocèse de Viviers.

## Économie

### Secteur agricole
Historiquement, l'élevage et la castanéiculture ont laissé progressivement place à la culture de différents types de fruits suivant les zones allant de la cerise à la framboise en passant par la framboise, l'abricot, pomme et poires.

## Culture locale et patrimoine

### Patrimoine architectural
- La croix du Crestet située devant l'église au centre du village est inscrite au titre des monuments historiques.
- L'église Saint-Pierre du Monteil située au hameau de Monteil est inscrite au titre des monuments historiques.
- Église Saint-Martin du Crestet.

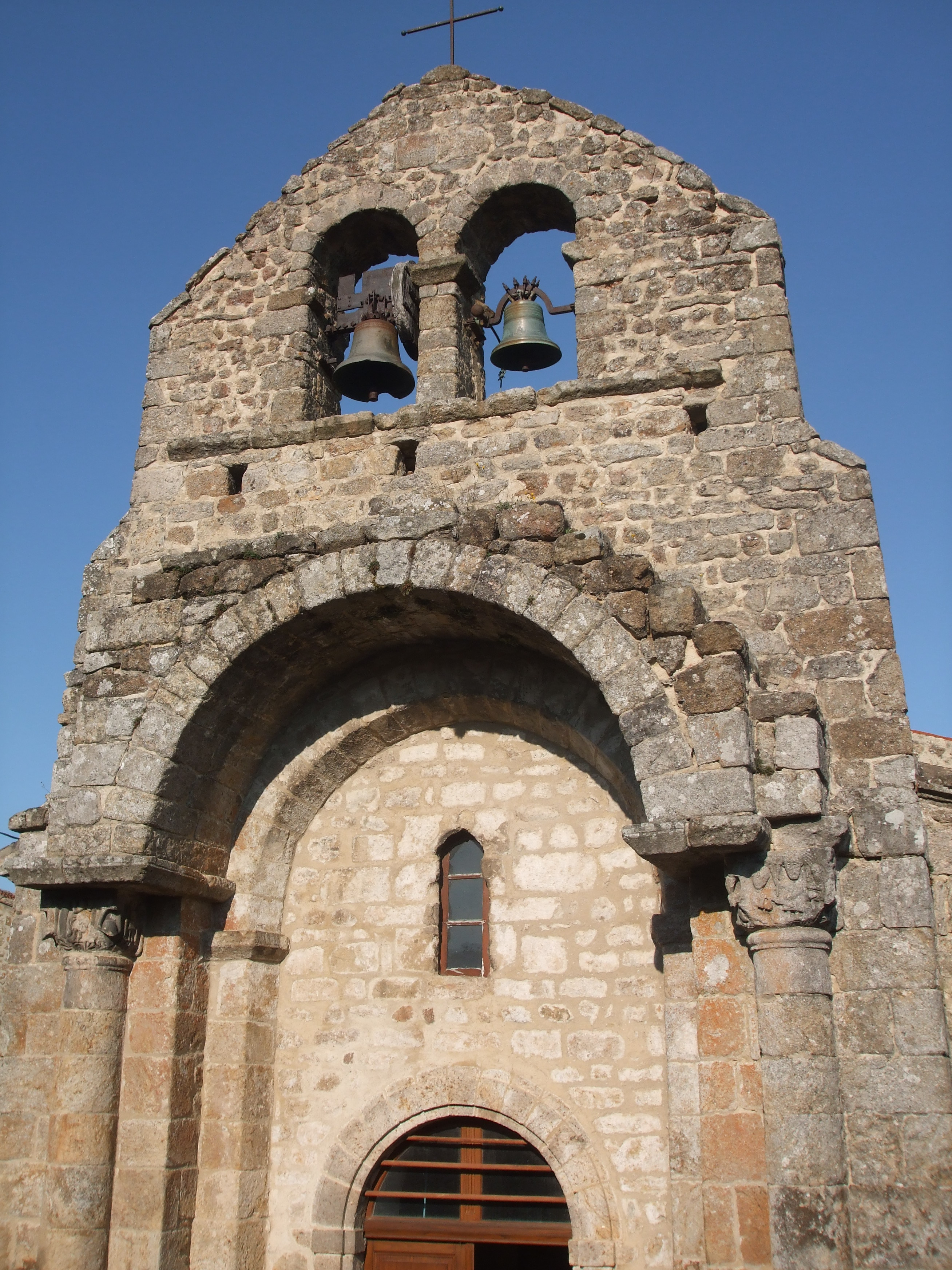
Église Saint-Pierre de Monteil.
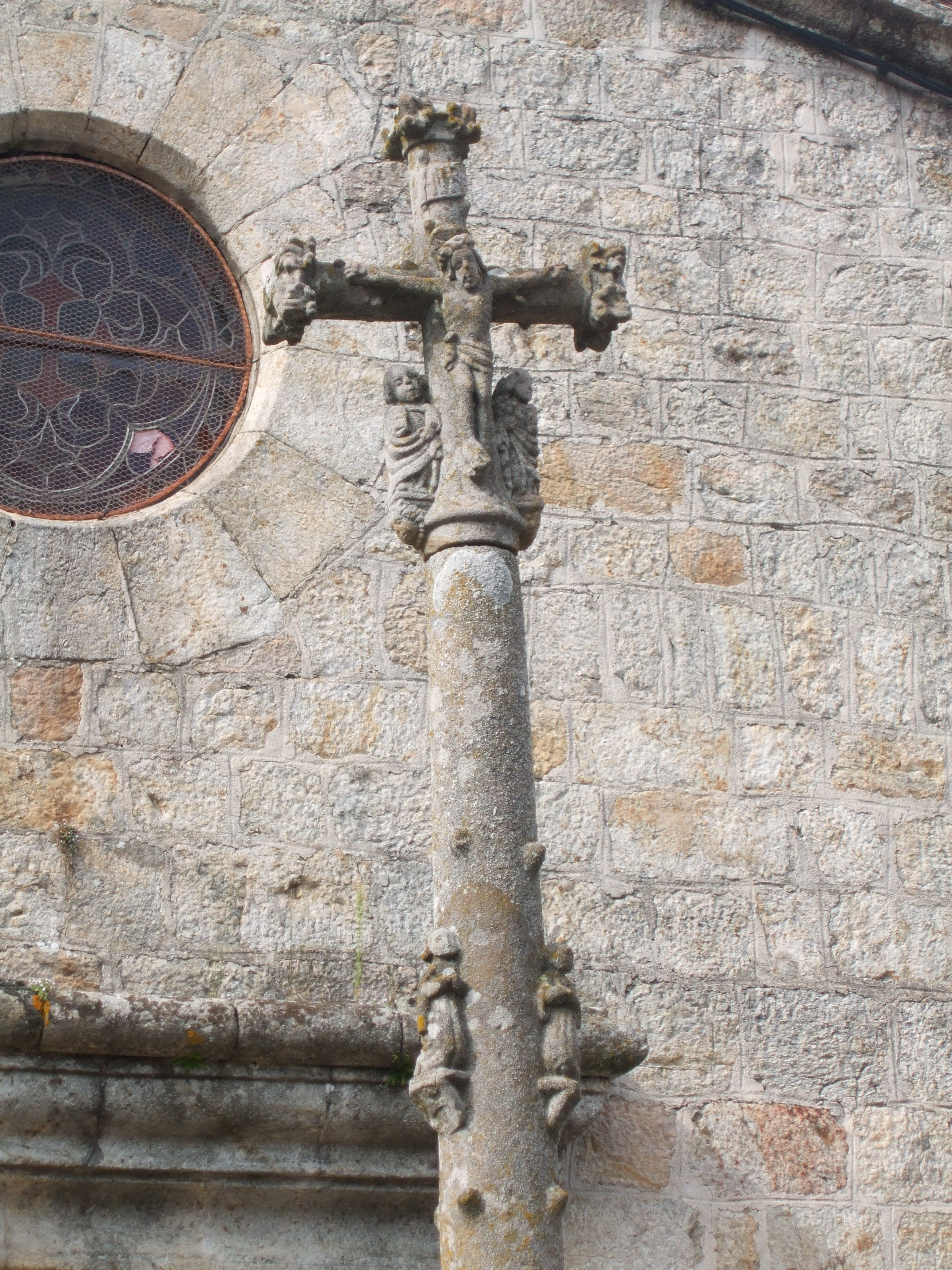
Croix devant l'église du Crestet.
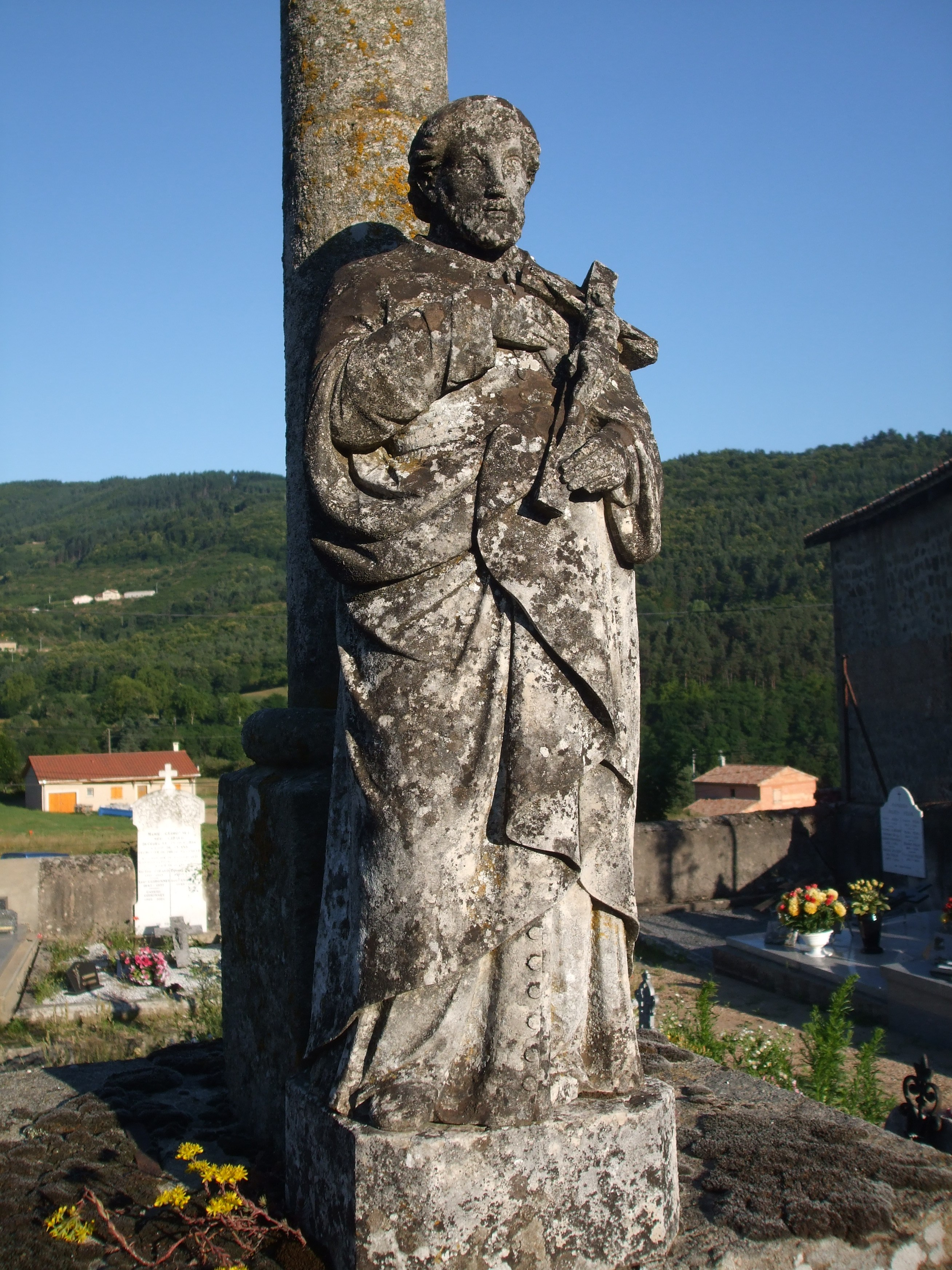
Statue de saint Régis à Monteil.
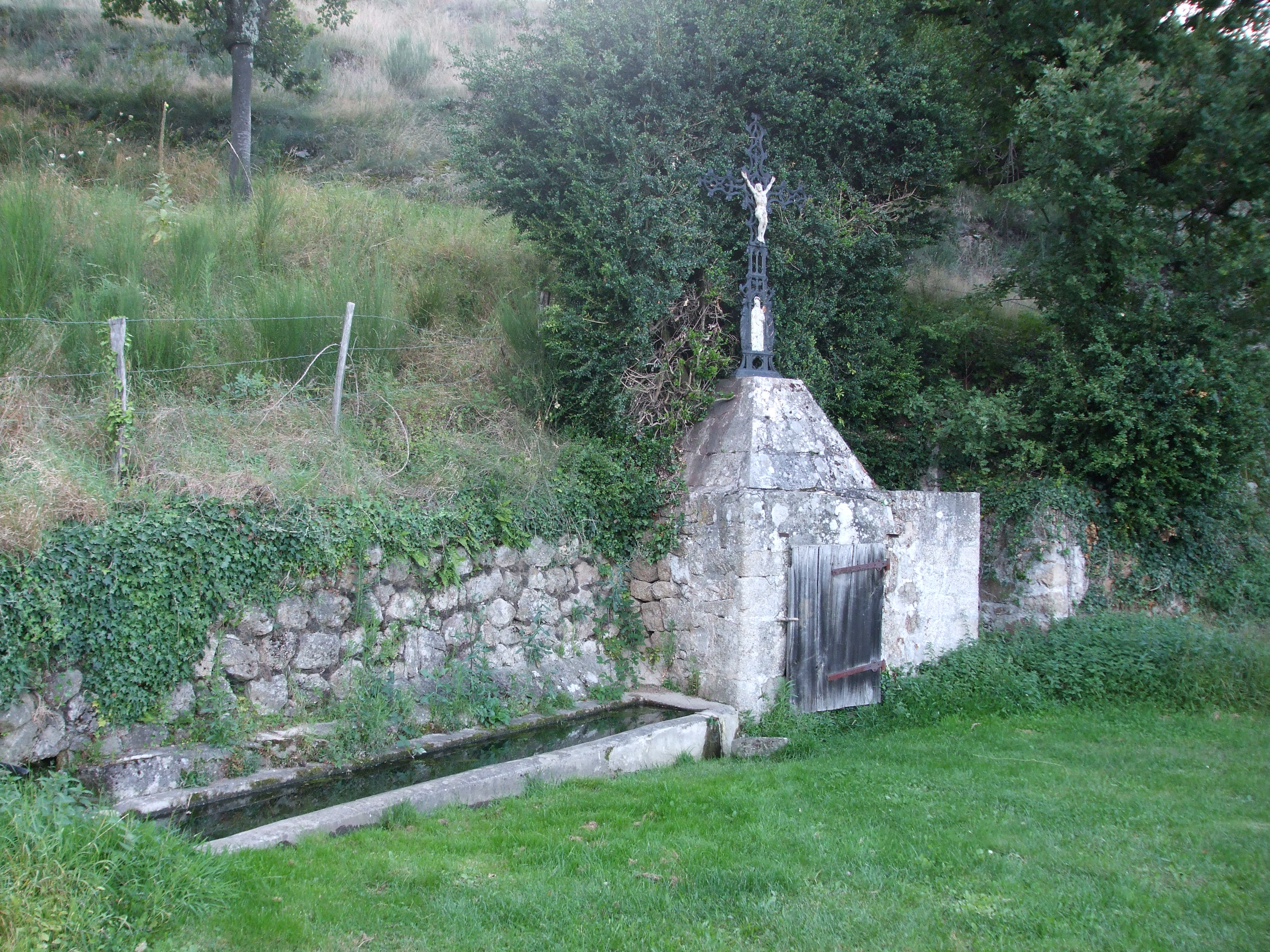
Source Saint-Pierre (Monteil).
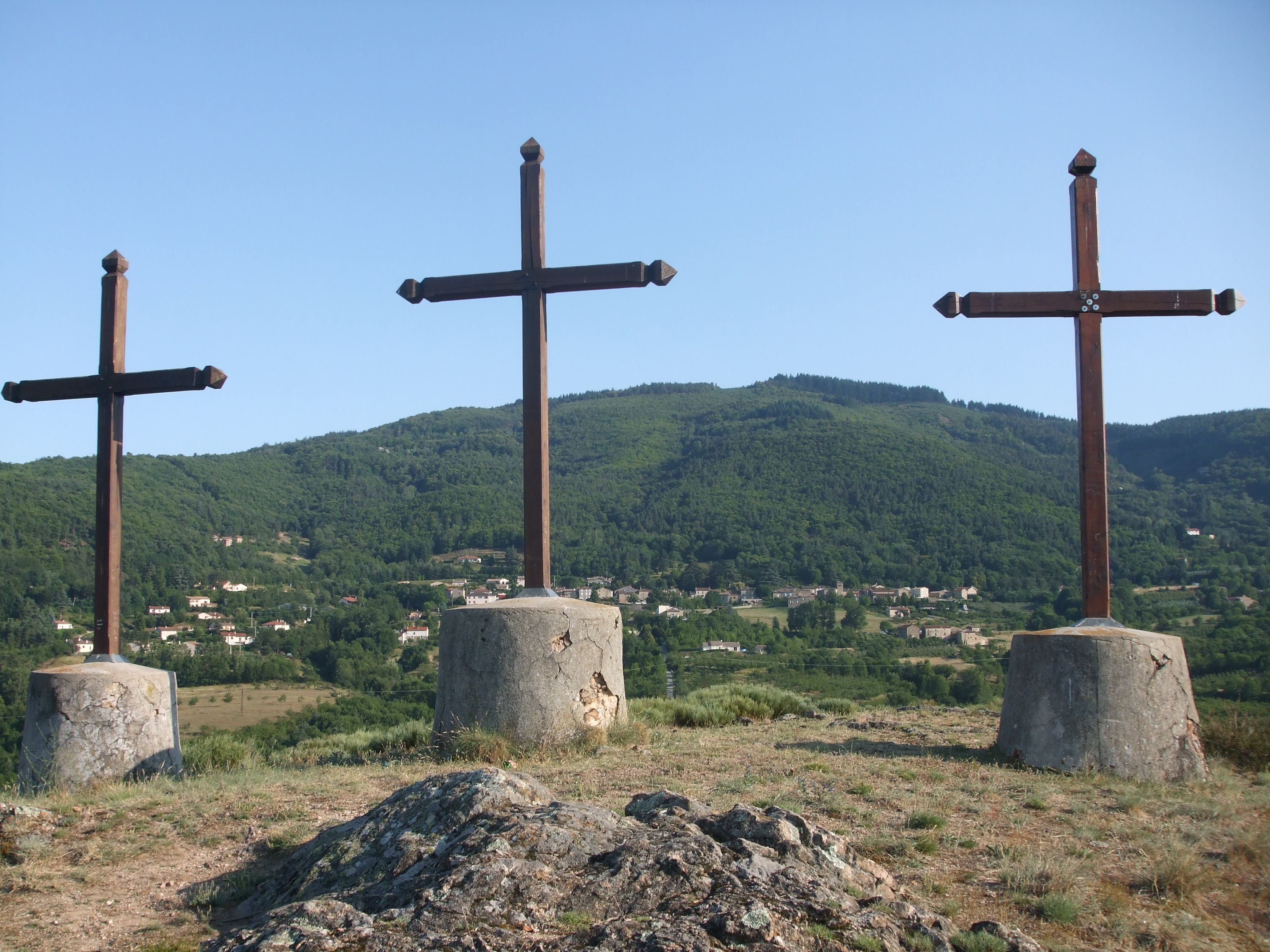
Les trois croix du Crestet.
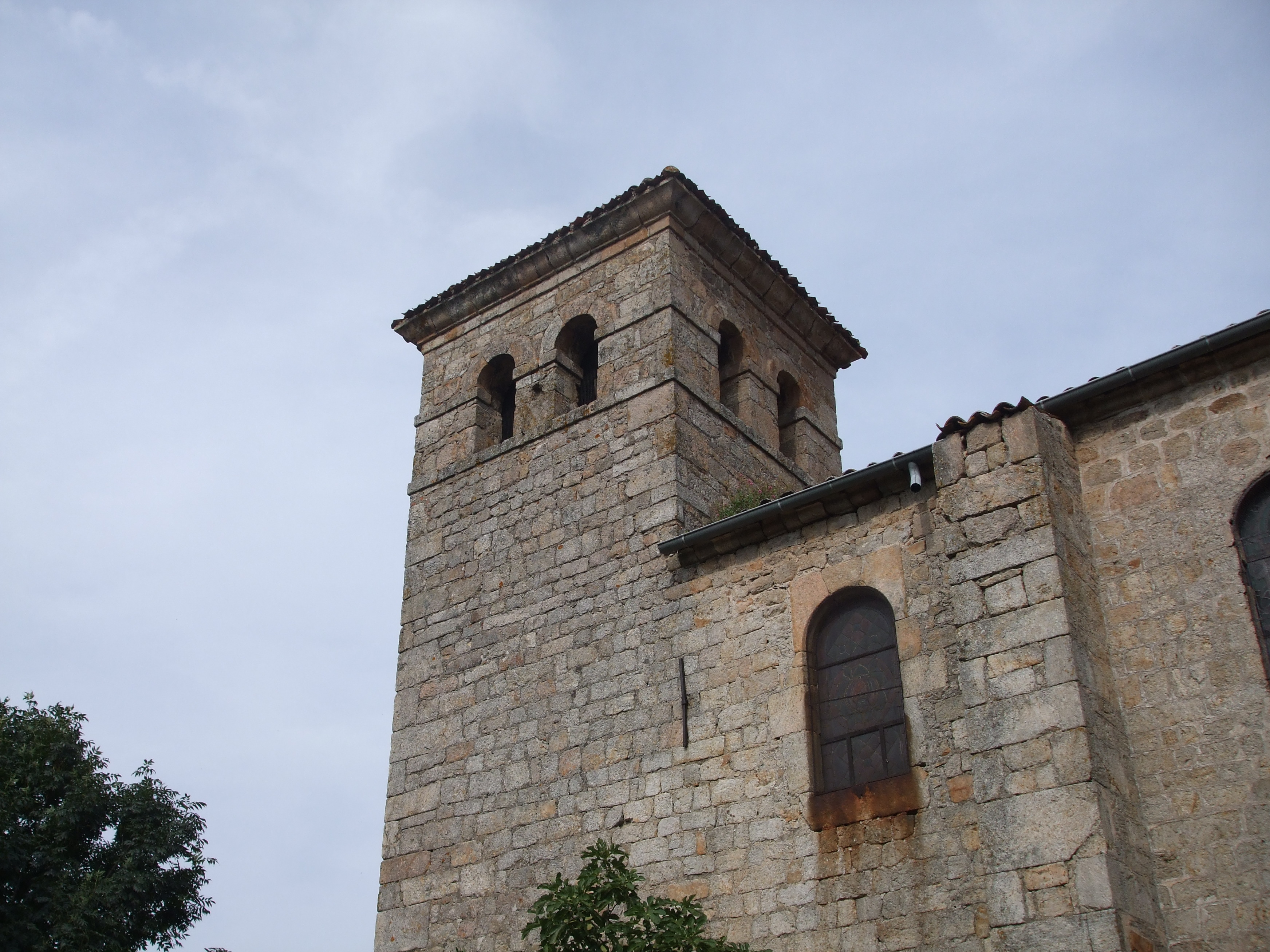
Église Saint-Martin du Crestet.

### Langues et traditions locales
Le territoire de la commune du Crestet (Lo Crestet) se situe dans la partie septentrionale du secteur des idiomes vivaro-alpins, ce dernier étant un dialecte de l'occitan.
L'occitan est la langue utilisée pour le chant « patriotique » ardéchois, l'Ardecho, quelquefois interprétée lors de manifestations festives.

### Héraldique et logotype
|  | Le Crestet possède des armoiries dont l'origine et le blasonnement exact ne sont pas disponibles. |

### Personnalités liées à la commune
- François-Jérôme Riffard Saint-Martin, ancien député de l'Ardèche (notamment à la Convention nationale) est né dans le hameau de Monteil.